# Грачаница (Гацко)
Градина (серб. Градина / Gradina) — село в общине Гацко Республики Сербской Боснии и Герцеговины. В настоящее время село необитаемо.

## Достопримечательности

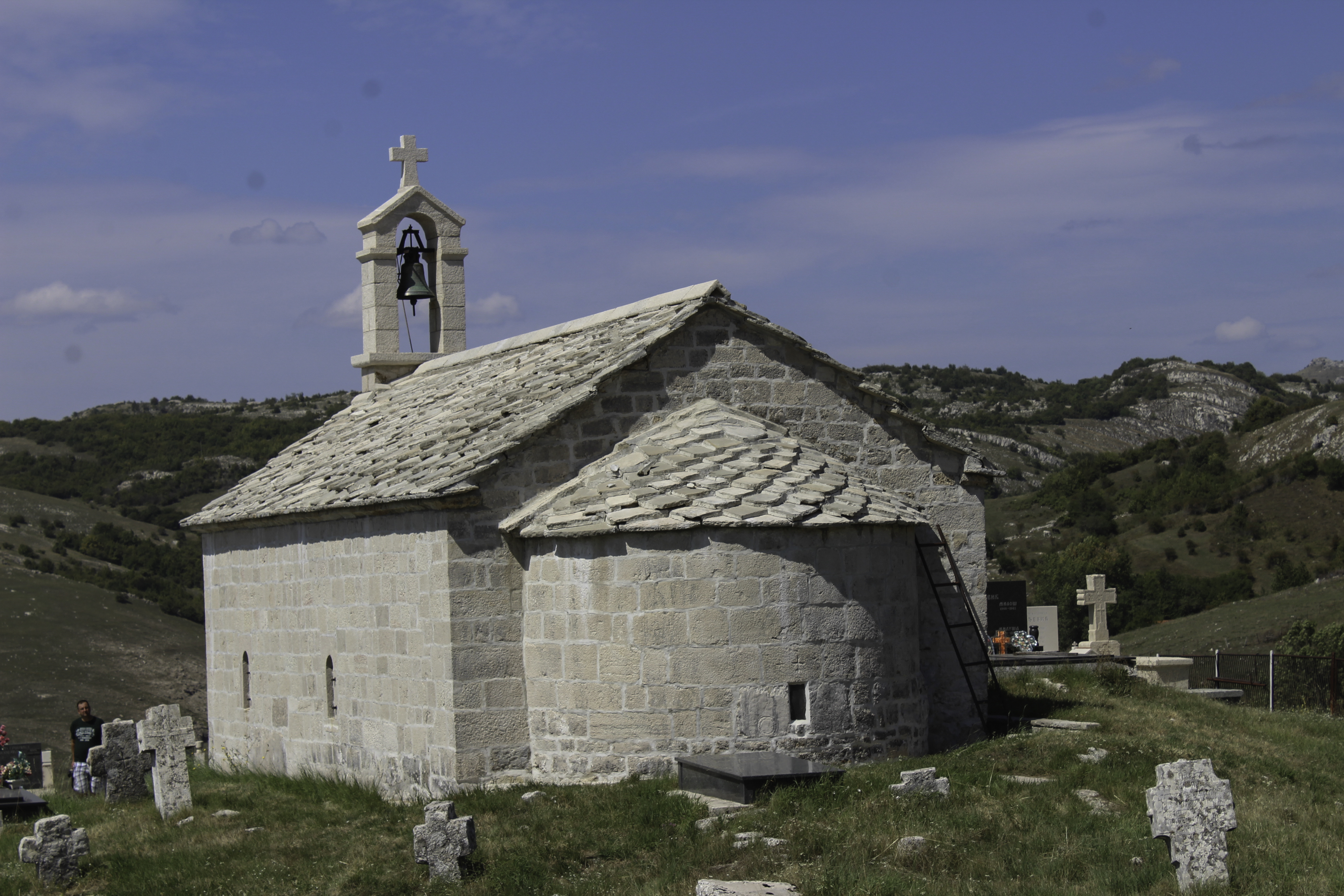
Церковь Святого Николая

Церковь Святого Николая, возведённая в 1534 году.